# Anel de inteiros
Em matemática, o anel de inteiros é o conjunto de inteiros construído sobre uma estrutura algébrica Z com as operações de inteiros da adição, negação e multiplicação.  É um anel comutativo e é o protótipo em virtude de satisfazer apenas as equações mantidas por todos os anéis comutativos com a identidade; na verdade é o anel comutativo inicial, assim como é o anel inicial.
Mais genericamente o anel de inteiros de um corpo numérico algébrico K, frequentemente notado por OK (ou {\displaystyle {\mathcal {O}}_{K}}), é o anel de inteiros algébricos contido em K.